# 李巧云 (1971年)
李巧云（1971年10月—），湖南武冈人，汉族，中华人民共和国政治人物，曾任武冈市头堂乡党委书记，现任武冈市人民政府副市长。第十一届全国人民代表大会湖南地区代表。

## 生平
1996年加入中国共产党。2008年起担任全国人大代表。2012年毕业于中共湖南省委党校法律专业。